# サラ・アーノルド
サラ・アーノルド（英語: Sarah Arnold, 1990年2月11日 - ）は、カナダ出身の女性フィギュアスケート(アイスダンス)選手。パートナーはトーマス・ウィリアムズ、ジャスティン・トロジェクなど。
2010-2011年シーズン、ISUグランプリシリーズに出場。

## 経歴
1990年カナダトロントのエトビコ生まれ。1993年にスケートを始める。
女子シングルの選手としてカナダ国内で競技し、2006-07年シーズンにはジュニアクラスでカナダ全国選手権地区予選に出場する。2007-08年シーズンにアイスダンスに転向、クリストファー・スティーヴスとカップルを組みカナダフィギュアスケート選手権ジュニアクラスで2008年に6位、2009年には5位の成績を修める。
2009年にジャスティン・トロジェクとのカップルでカナダ選手権シニアクラス10位となり、2010年スケートカナダに開催国推薦選手として出場した。
2018年時点では、トーマス・ウィリアムズとペアを組んでいる。

## 主な戦績
- 2010-2011シーズンまではジャスティン・トロジェクとのカップル。
- 2016-2017シーズンはトーマス・ウィリアムズとのカップル。

| 大会/年              | 2009-10 | 2010-11 | 2016-17 | 2017-18 |
| -------------------- | ------- | ------- | ------- | ------- |
| 四大陸選手権         |         |         |         | 8       |
| カナダ選手権         | 10      | 6       | 6       |         |
| GP スケートカナダ    |         | 7       |         |         |
| LPインターナショナル |         |         | 10      |         |
| ネーベルホルン杯     |         | 8       |         |         |

- J - ジュニアクラス

### 詳細
| 2017-2018 シーズン   |                                              |         |         |          |
| 開催日               | 大会名                                       | SD      | FD      | 結果     |
| 2018年1月22日 - 27日 | 2018年四大陸フィギュアスケート選手権（台北） | 9 52.50 | 8 87.60 | 8 140.10 |

| 2016-2017 シーズン   |                                                                          |          |         |           |
| 開催日               | 大会名                                                                   | SD       | FD      | 結果      |
| 2017年1月16日 - 22日 | カナダフィギュアスケート選手権（オタワ）                                 | 6 56.66  | 6 88.89 | 6 145.55  |
| 2016年7月27日 - 30日 | 2016年レークプラシッドアイスダンスインターナショナル（レークプラシッド） | 11 46.00 | 8 73.04 | 10 119.04 |

| 2010-2011 シーズン    |                                                      |         |         |          |
| 開催日                | 大会名                                               | SD      | FD      | 結果     |
| 2011年1月20日 - 23日  | カナダフィギュアスケート選手権（ビクトリア）         | 7 47.13 | 6 78.59 | 6 125.72 |
| 2010年10月29日 - 31日 | ISUグランプリシリーズ スケートカナダ（キングストン） | 8 40.07 | 7 67.57 | 7 107.64 |
| 2010年9月23日 - 25日  | 2010年ネーベルホルン杯（オーベルストドルフ）         | 7 49.31 | 7 74.61 | 8 123.92 |

| 2009-2010 シーズン |                                            |          |          |          |           |
| 開催日             | 大会名                                     | CD       | OD       | FD       | 結果      |
| 2010年1月14日-16日 | カナダフィギュアスケート選手権（ロンドン） | 12 23.79 | 10 43.93 | 10 74.47 | 10 142.19 |

## プログラム使用曲
| シーズン  | SD | FD |
| --------- | --- | -- |
| 2016-2017 | ブルース：アズ・タイム・ゴーズ・バイ ボーカル：ヴェラ・リン スウィング：String of Pearls 作曲：ジェリー・グレイ |    |